# Matrona oreades
Matrona oreades là loài chuồn chuồn trong họ Calopterygidae. Loài này được Hämäläinen, Yu & Zhang mô tả khoa học đầu tiên năm 2011.